# Guangzhou International Sports Arena
 (avril 2025).
Le Centre international du Sport et de l'Art-Performance de Canton (en chinois : 廣州國際體育演藝中心) est une arène couverte située à Canton, Guangdong, Chine.
Elle fut construite afin d'accueillir les matches de basket-ball des Jeux asiatiques de Canton en 2010.